# Arriva RP
Arriva RP, nazwa zarejestrowana: Arriva RP Sp. z o.o. (identyfikator literowy – ARP) – polski przewoźnik kolejowy z siedzibą w Warszawie, świadczący usługi na terenach województw: kujawsko-pomorskiego, pomorskiego i warmińsko-mazurskiego. Spółka należy do koncernu Deutsche Bahn.

## Historia
Przedsiębiorstwo powstało w 2007 pod nazwą Arriva PCC jako joint venture polskiego przewoźnika kolejowego PCC Rail S.A. i brytyjskiego operatora transportu publicznego Arriva plc. Pod koniec 2007 spółka wygrała przetarg na wykonywanie kolejowych przewozów pasażerskich na liniach niezelektryfikowanych w województwie kujawsko-pomorskim. W 2008 Arriva PCC podjęła próbę rozszerzenia swojej działalności o obsługę kolejnych tras w innych województwach. W 2009 wygrała przetarg na obsługę kilku połączeń kolejowych na terenie województwa pomorskiego. W 2010 rozpoczęła obsługę ruchu pasażerskiego w województwie warmińsko-mazurskim.
W 2010 spółka Arriva PCC stała się własnością niemieckiego koncernu Deutsche Bahn, który w latach 2009–2010 przejął PCC Rail S.A. i Arriva plc. 25 czerwca 2010 spółka zmieniła nazwę na Arriva RP. 15 grudnia 2013 spółka przejęła od Przewozów Regionalnych obsługę części linii zelektryfikowanych w województwie kujawsko-pomorskim (tzw. pakiet A i pakiet B).
16 maja 2013 koncern DB przejął grupę Veolia Transport Polska i dołączył do grupy Arriva.
23 czerwca 2015 siedziba spółki Arriva RP została przeniesiona z Warszawy do Torunia.
9 marca 2016 spółka uruchomiła własny kanał sprzedaży biletów przez Internet, a 13 marca międzywojewódzkie połączenia komercyjne „Multi Region” (które kursowały do 9 czerwca). 20 marca Przewozy Regionalne uruchomiły połączenie Krzyż – Gorzów Wielkopolski – Berlin-Lichtenberg, do którego tabor wypożycza i obsługuje Arriva. 25 czerwca spółka uruchomiła wakacyjne połączenie Bydgoszcz Główna – Hel. 4 lipca przewoźnik udostępnił kolejny kanał sprzedaży biletów – aplikację mobilną Arriva Rail, a 1 sierpnia Kolporter rozpoczął sprzedaż swoich biletów w kioskach w województwach kujawsko-pomorskim i pomorskim. 1 września rozpoczęto sprzedaż biletów na połączenia Arrivy za pośrednictwem portalu koleo.pl.
Od października 2016 spółka Arriva RP, wraz ze spółkami Arriva Polska i Arriva Bus Transport Polska, tworzą jedną strukturę zarządzania pod nazwą Arriva w Polsce.
6 września 2017 do Polski dotarły 3 sztuki SZT serii BR628.4, które przechodziły polonizację w Arrivie i SPS ASO. 2 listopada pierwsza z jednostek wyruszyła na trasy Arrivy.
Na początku października 2017 Koleje Dolnośląskie wypożyczyły od Arrivy jeden spalinowy zespół trakcyjny.
Od stycznia 2018 Arriva wprowadziła nowe logo swojej marki.
30 grudnia 2016 roku do UTK wpłynął wniosek o przyznanie otwartego dostępu do tras:
- Warszawa Wschodnia – Poznań Główny
- Warszawa Wschodnia – Kraków Główny
- Warszawa Gdańska/Warszawa Wschodnia – Łódź Fabryczna
- Wrocław Główny – Szczecin Niebuszewo
- Łódź Fabryczna – Szczecin Niebuszewo
- Olsztyn Główny – Szczecin Niebuszewo
- Wejherowo – Chełm
- Wejherowo – Kielce Białogon
- Wejherowo – Katowice
- Bydgoszcz Główna – Hel
- Hel – Władysławowo

Prezes UTK wydał decyzję odmowną dla tras: Warszawa Wschodnia – Poznań Główny, Warszawa Wschodnia – Kraków Główny, Warszawa Wschodnia – Łódź Fabryczna, Wrocław Główny – Szczecin Niebuszewo, natomiast na pozostałe trasy została wydana zgoda. 27 grudnia 2017 roku spółka wyraziła gotowość jazdy na trasie Wejherowo – Warszawa Lotnisko Chopina.

## Świadczone usługi
Arriva RP świadczy usługi w zakresie pasażerskich przewozów regionalnych. Od 2007 wykonuje transport osób na trzech liniach kolejowych w województwie kujawsko-pomorskim. Od 2009 do grudnia 2013 obsługiwała ruch pasażerski na linii kolejowej nr 207 na całym odcinku (od 15 grudnia 2013 wyłącznie na odcinku Toruń Główny – Grudziądz) oraz weekendowe pociągi relacji Bydgoszcz Główna – Kościerzyna – Gdynia Główna – Gdańsk Główny, jak również Grudziądz – Malbork – Nowy Dwór Gdański – Sztutowo (wspólnie z PTMKŻ) w czasie wakacji. Od 12 grudnia 2010 obsługuje ruch pasażerski na trasie Bydgoszcz – Chełmża. 25 marca 2013 przewoźnik wygrał przetarg na obsługę (od grudnia 2013 do grudnia 2015) linii Toruń – Kutno, Toruń – Iława (pakiet A przetargu Urzędu Marszałkowskiego Województwa Kujawsko-Pomorskiego) oraz Bydgoszcz – Tczew i Bydgoszcz – Wyrzysk Osiek (pakiet B). Od grudnia 2015 spółka świadczy usługi wyłącznie na pakiecie spalinowym. Od 23 czerwca 2018 roku spółka ponownie wykonywała przewozy na linii Bydgoszcz – Kościerzyna, w weekendy, do 30 września 2018 roku

## Tabor
| Typ          | Oznaczenie | Numery                                                                      | Liczba sztuk | Producent                      | Modernizator          | Właściciel              | Lata eksploatacji |                             |
| ------------ | ---------- | --------------------------------------------------------------------------- | ------------ | ------------------------------ | --------------------- | ----------------------- | ----------------- | --------------------------- |
| 218M         | SA134      | 001÷002                                                                     | 2            | Pesa Bydgoszcz                 | –                     | Arriva RP               | od 2007           | [ 27 ]                      |
| MR/MRD       | MR/MRD     | 4001/4201, 4015/4215, 4022/4222, 4039/4239, 4055/4255, 4068/4268, 4080/4280 | 7            | Waggonfabrik Uerdingen Scandia | IPS „Tabor”           | Arriva RP               | 2008 - 2021       | [ 27 ] [ 28 ] [ 29 ] [ 30 ] |
| Y            | Y          | Ym5+(Yp25)+Ys47                                                             | 1            | Waggonfabrik Uerdingen         | IPS „Tabor”           | Arriva RP               | 2010              | [ 27 ] [ 31 ] [ 29 ]        |
| 218M         | SA133      | 021÷024                                                                     | 4            | Pesa Bydgoszcz                 | –                     | Arriva RP               | od 2012           | [ 27 ]                      |
| 214M         | SA106      | 001, 002, 004÷006, 010, 012÷014, 016÷019                                    | 13           | Pesa Bydgoszcz                 | –                     | UM Woj. Kujawsko-Pom.   | od 2007           | [ 27 ] [ 32 ]               |
| 401M         | SA123      | 001÷005                                                                     | 5            | Pesa Bydgoszcz                 | –                     | UM Woj. Kujawsko-Pom.   | od 2009           | [ 27 ] [ 33 ]               |
| GTW 2/6      | VT 646     | 011÷012                                                                     | 2            | Stadler Rail                   | –                     | DB Regio Nordost        | 2013–2014         | [ 27 ]                      |
| 5Bs/6Bs      | ED72A      | 001, 003, 007, 020                                                          | 4            | Pafawag                        | ZNTK Mińsk Mazowiecki | UM Woj. Kujawsko-Pom.   | 2013–2015         | [ 34 ] [ 35 ]               |
| 301Db        | SU45       | 210                                                                         | 1            | HCP                            | –                     | PKP Cargo               | 2010              |                             |
|              | Bm027      | 56 80 02-40 037-8                                                           | 1            | Düwag                          | –                     | Deutsche Bahn           | 2007-2008         | [ 36 ]                      |
| 6D           | SM42       | 2207                                                                        | 1            | Fablok                         | –                     | P.H.U. Aspekt – Wrocław | 2007-2008         | [ 36 ]                      |
| 101D         | SU42       | 501, 530, 533÷534                                                           | 4            | Fablok                         | ZNTK Nowy Sącz        | Polregio                | 2011-2012         | [ 37 ]                      |
| Duewag BR628 | VT628      | 435, 628, 657, 659, 692                                                     | 4            | Düwag                          | Arriva RP/SPS ASO,    | Arriva RP               | 2015, od 2017     | ,                           |

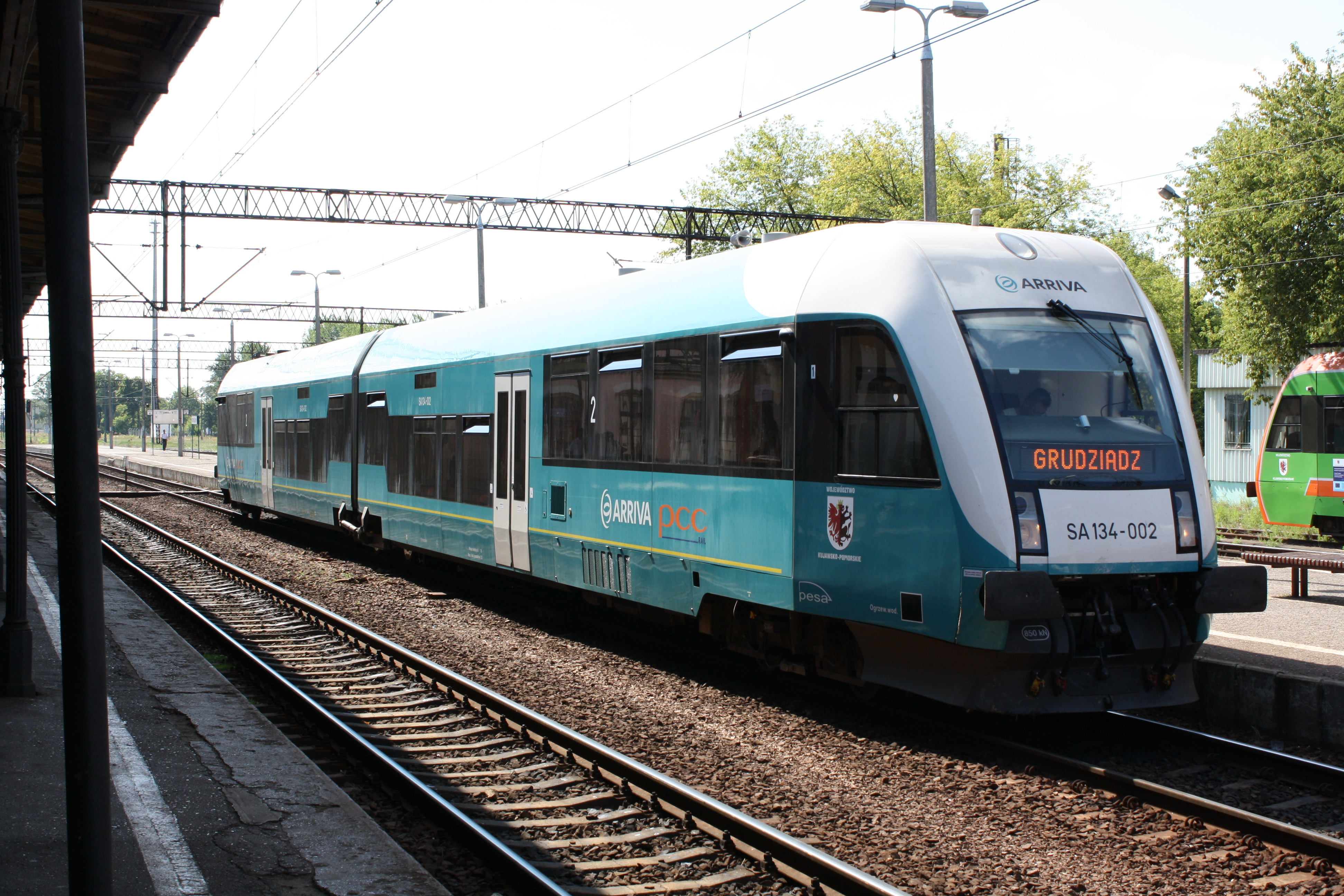
SA134
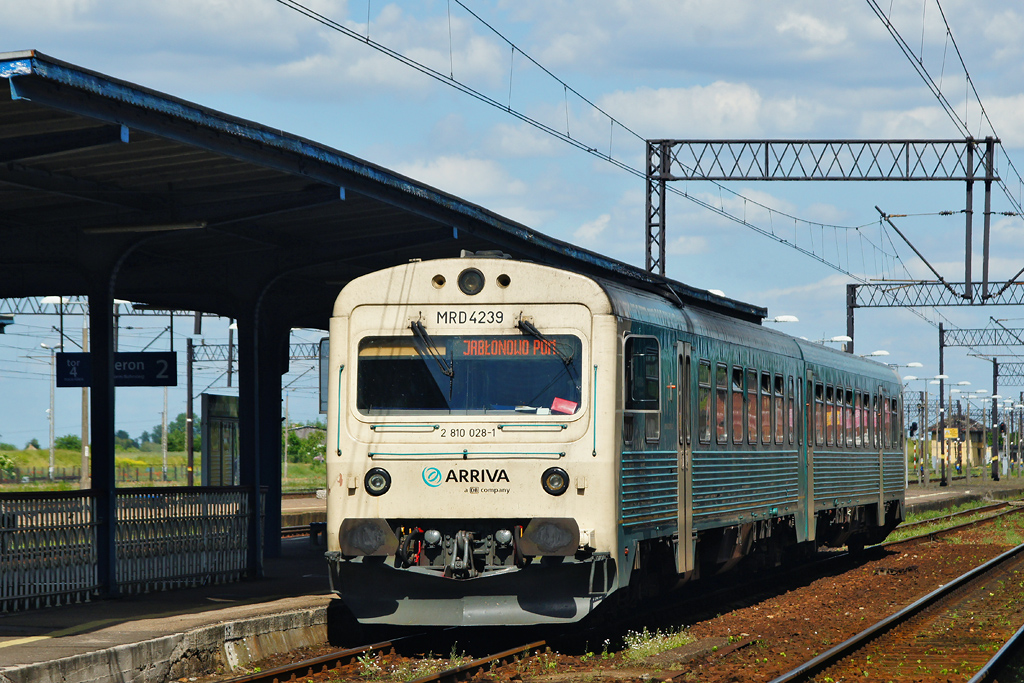
MR/MRD
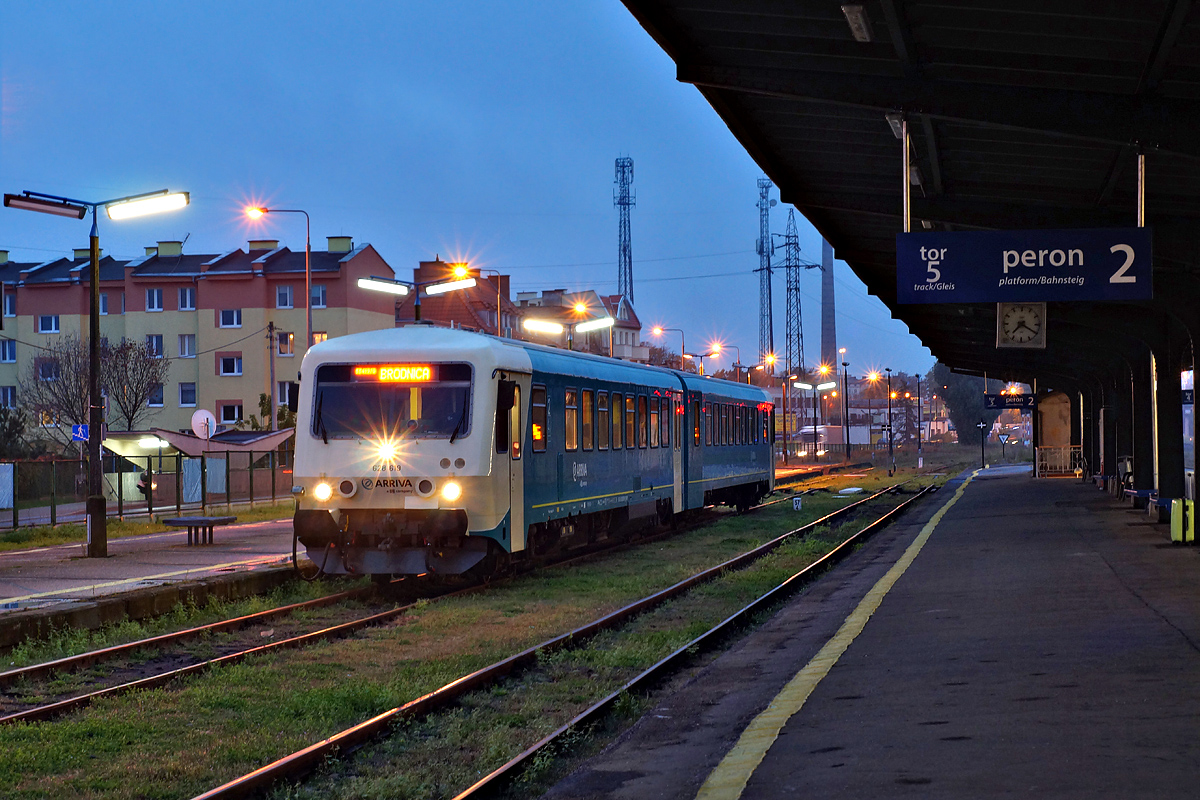
VT628
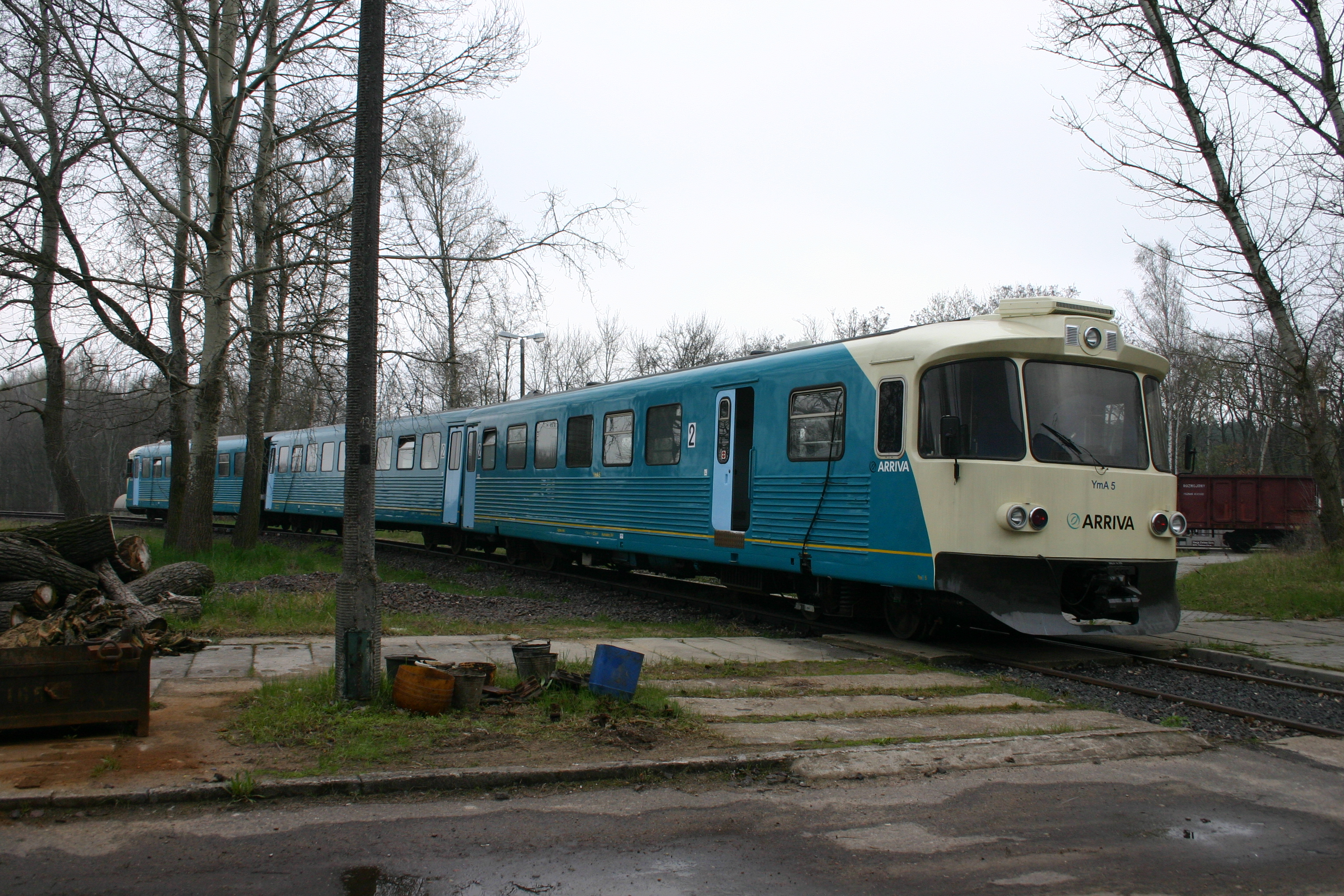
Y
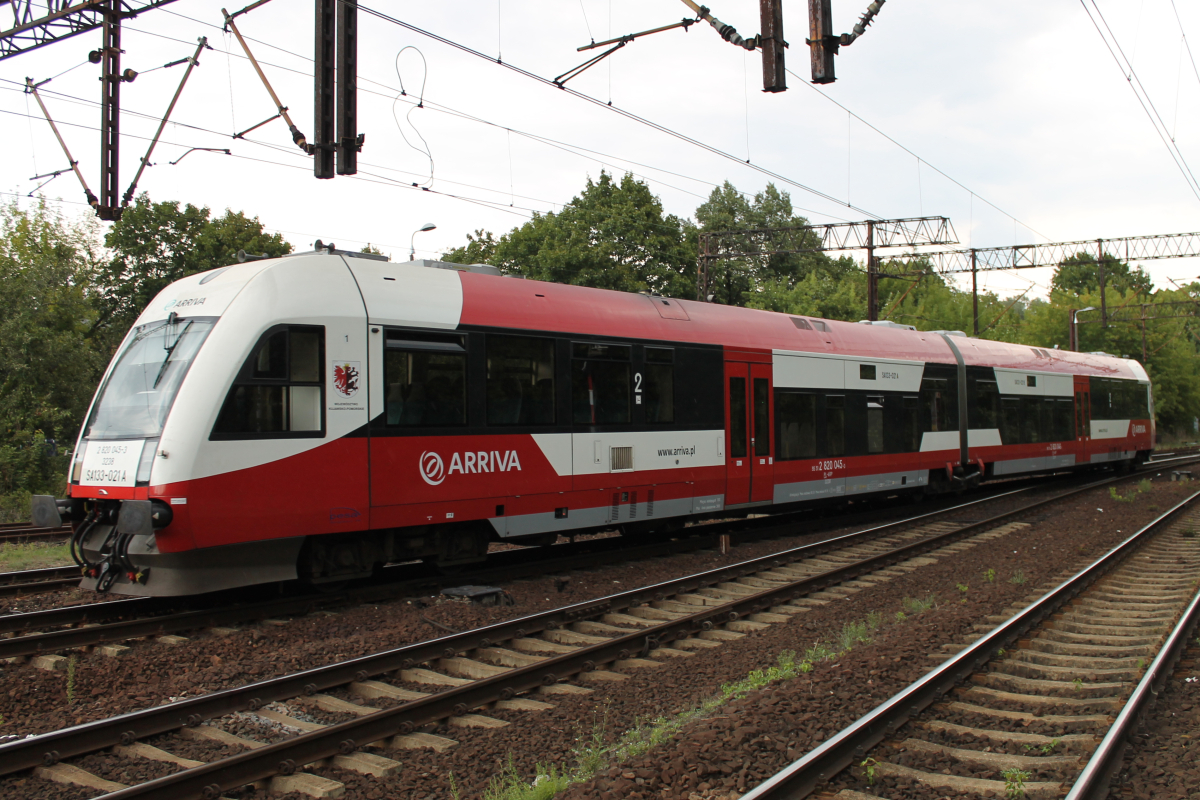
SA133
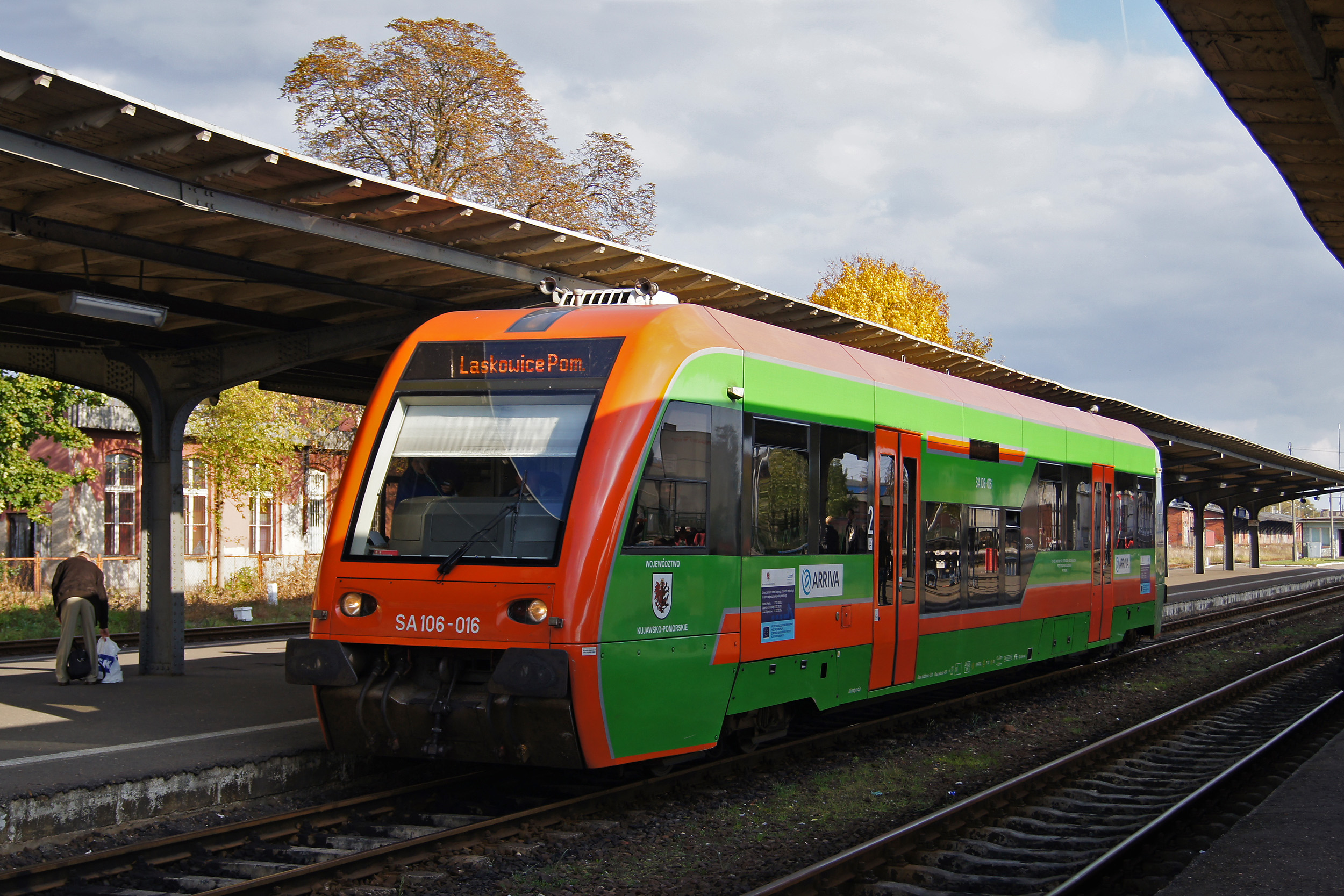
SA106
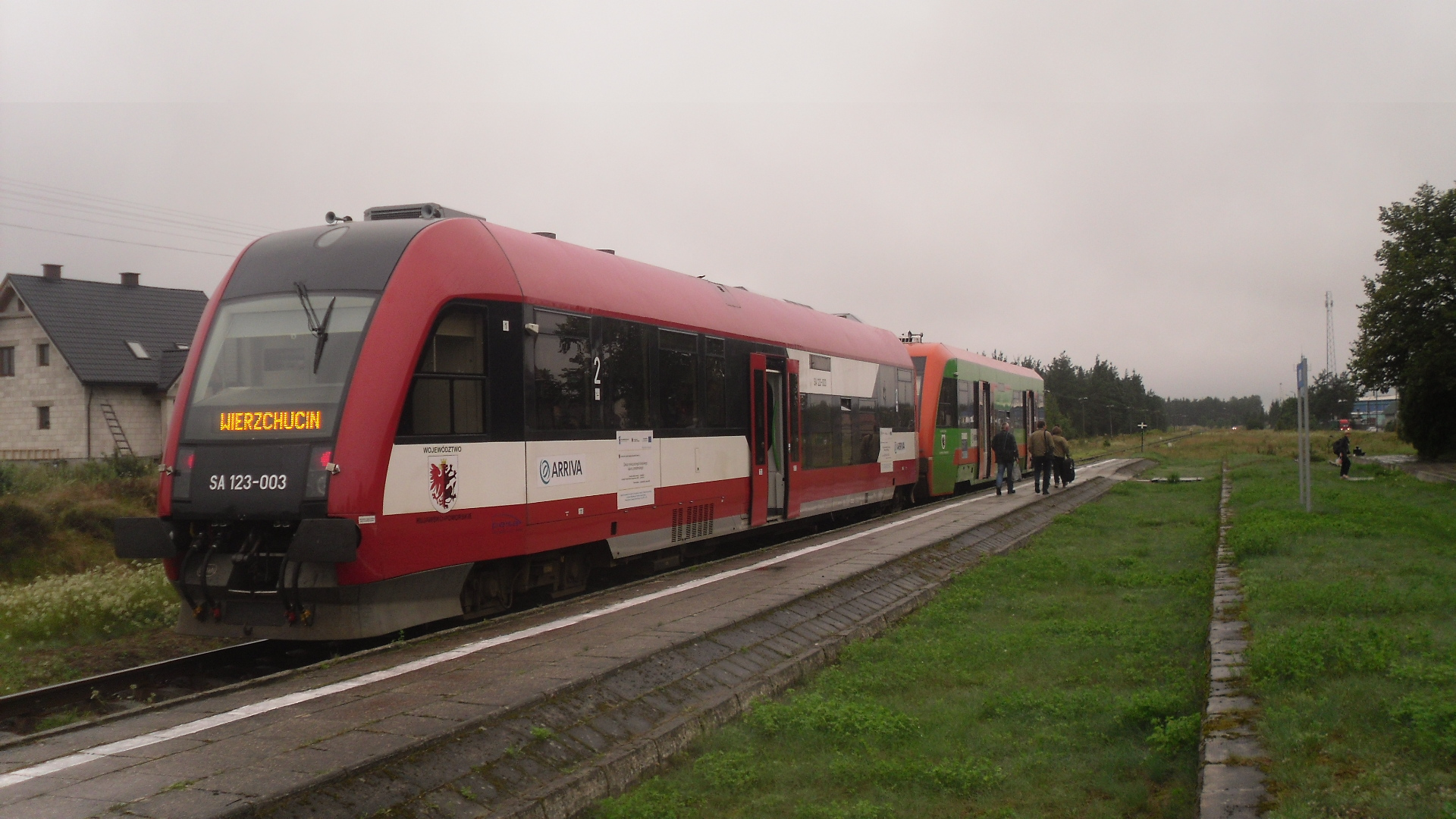
SA123
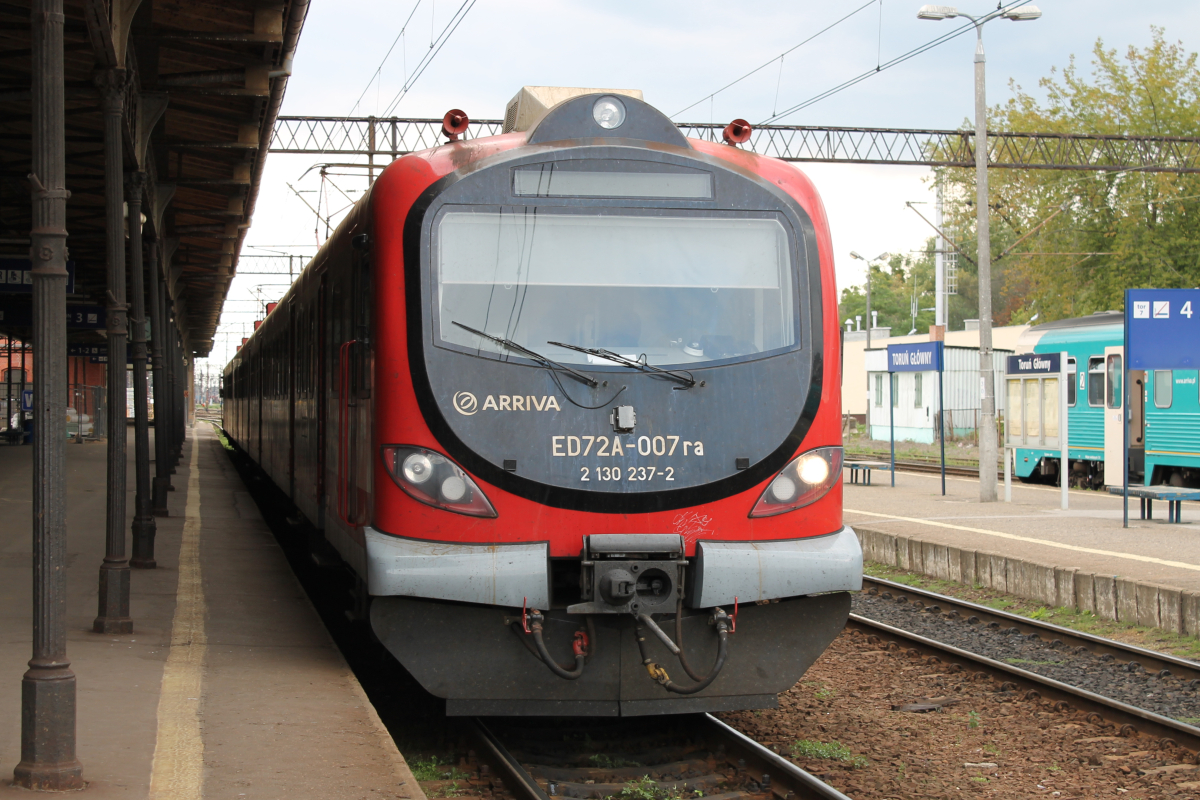
ED72A

## Połączenia

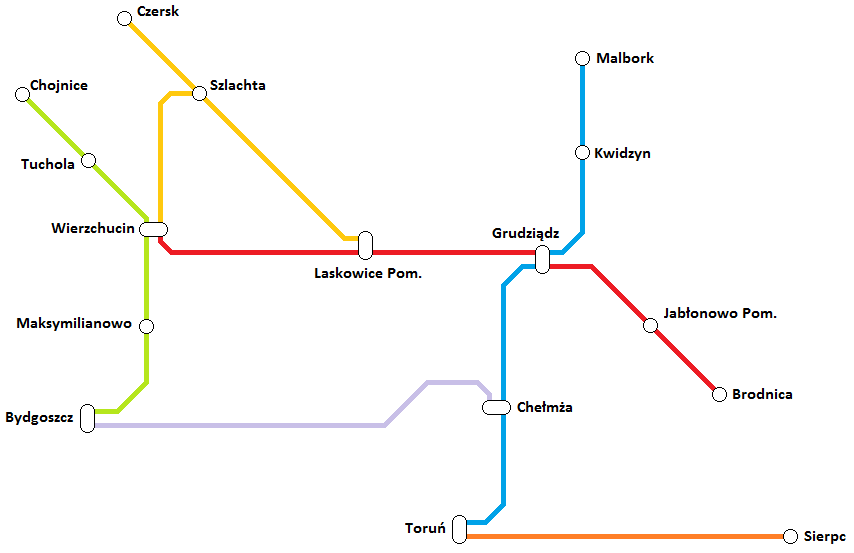
Sieć połączeń

### Dotowane
Sieć połączeń Arrivy RP:
- Bydgoszcz Główna – Grudziądz – Jabłonowo Pomorskie – Brodnica
- Toruń Główny – Chełmża – Bydgoszcz Główna/Grudziądz
- Toruń Główny – Lipno – Skępe – Sierpc
- Skępe – Lipno – Bydgoszcz Główna
- Sierpc – Skępe – Toruń Wschodni – Chełmża – Unisław Pomorski – Bydgoszcz Główna
- Bydgoszcz Główna – Unisław Pomorski – Chełmża – Toruń Główny
- Tuchola – Bydgoszcz Główna
- Laskowice Pomorskie – Grudziądz – Jabłonowo Pomorskie – Brodnica
- Bydgoszcz Główna – Wierzchucin – Szlachta – Czersk/Tuchola – Chojnice
- Chojnice – Tuchola – Wierzchucin – Bydgoszcz Główna – Toruń Główny/Laskowice Pomorskie – Grudziądz
- Laskowice Pomorskie – Osie – Czersk –[44]
- Czersk – Osie – Laskowice Pomorskie –[44]
- Brodnica – Jabłonowo Pomorskie – Grudziądz – Bydgoszcz Główna/Laskowice Pomorskie – Wierzchucin – Chojnice[45]

### Komercyjne „Multi Region”
13 marca 2016 Arriva uruchomiła następujące połączenia komercyjne:
- Toruń Główny – Olsztyn Główny (w niedziele i święta),
- Olsztyn Główny – Toruń Główny (w piątki i wybrane dni),
- Olsztyn Główny – Gdynia Główna (w niedziele i święta),
- Gdynia Główna – Olsztyn Główny (w piątki i wybrane dni),
- Bydgoszcz Główna – Gdynia Główna (w piątki i wybrane dni),
- Gdynia Główna – Bydgoszcz Główna (w niedzielę i święta),
- Gdynia Główna – Piła Główna (w piątki i wybrane dni),
- Piła Główna – Gdynia Główna (w niedzielę i święta),
- Piła Główna – Bydgoszcz Główna (w piątki i wybrane dni),
- Bydgoszcz Główna – Piła Główna (w niedzielę i święta).

### Komercyjne „Multi Plaża”

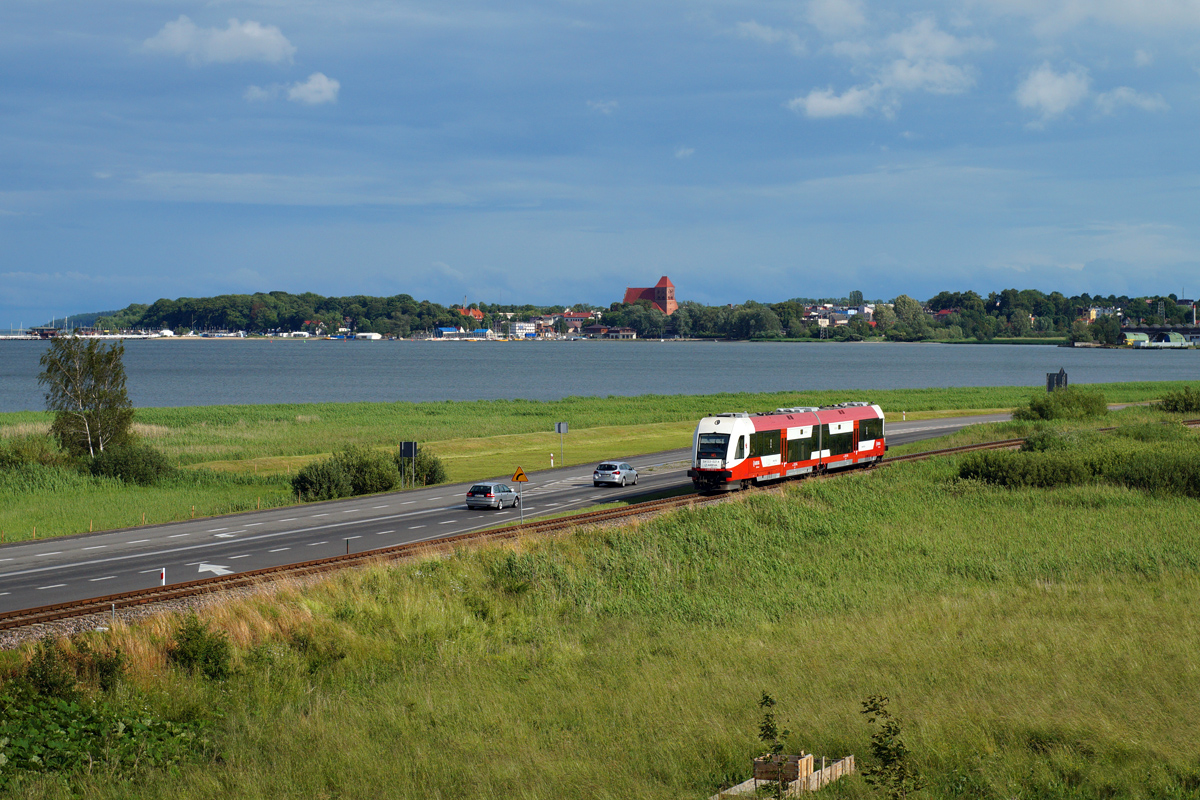
Szynobus Arrivy na tle Zatoki Puckiej

25 czerwca 2016 spółka uruchomiła połączenie Słoneczny patrol w relacji Bydgoszcz Główna – Hel, codziennie w okresie wakacji. Uzupełnieniem oferty są pociągi Parawan i Leżak kursujące ze stacji Władysławowo do stacji Hel.

### Obsługiwane w przeszłości
W sezonie 2010/2011 spółka obsługiwała połączenie z Laskowic Pomorskich przez Czersk i Bąk do Kościerzyny.
W 2010 i 2011 przewoźnik uruchomił wakacyjne połączenie Bydgoszcz – Władysławowo, a w 2014 roku obsługiwane było także weekendowe połączenie z Torunia do Ciechocinka.
W przeszłości Arriva uruchomiła również połączenia „Pociąg na Plażę” (połączenia z Grudziądza i Malborka do Nowego Dworu Gdańskiego, skomunikowane z Żuławską Koleją Dojazdową) oraz „Kolej Nadzalewowa” (pociągi z Grudziądza m.in. do Tolkmicka i Braniewa).

## Przejazdy specjalne
W związku z zapoznaniem szlaku na Hel, Arriva wykonała przejazd specjalny w dniu 11 grudnia 2016 w ramach akcji PKM Północ do Gdyni Obłuża.